# Eucnide urens
Eucnide urens är en brännreveväxtart som först beskrevs av Charles Christopher Parry och Samuel Frederick Gray, och fick sitt nu gällande namn av Charles Christopher Parry. Eucnide urens ingår i släktet Eucnide och familjen brännreveväxter. Inga underarter finns listade i Catalogue of Life.

## Bildgalleri

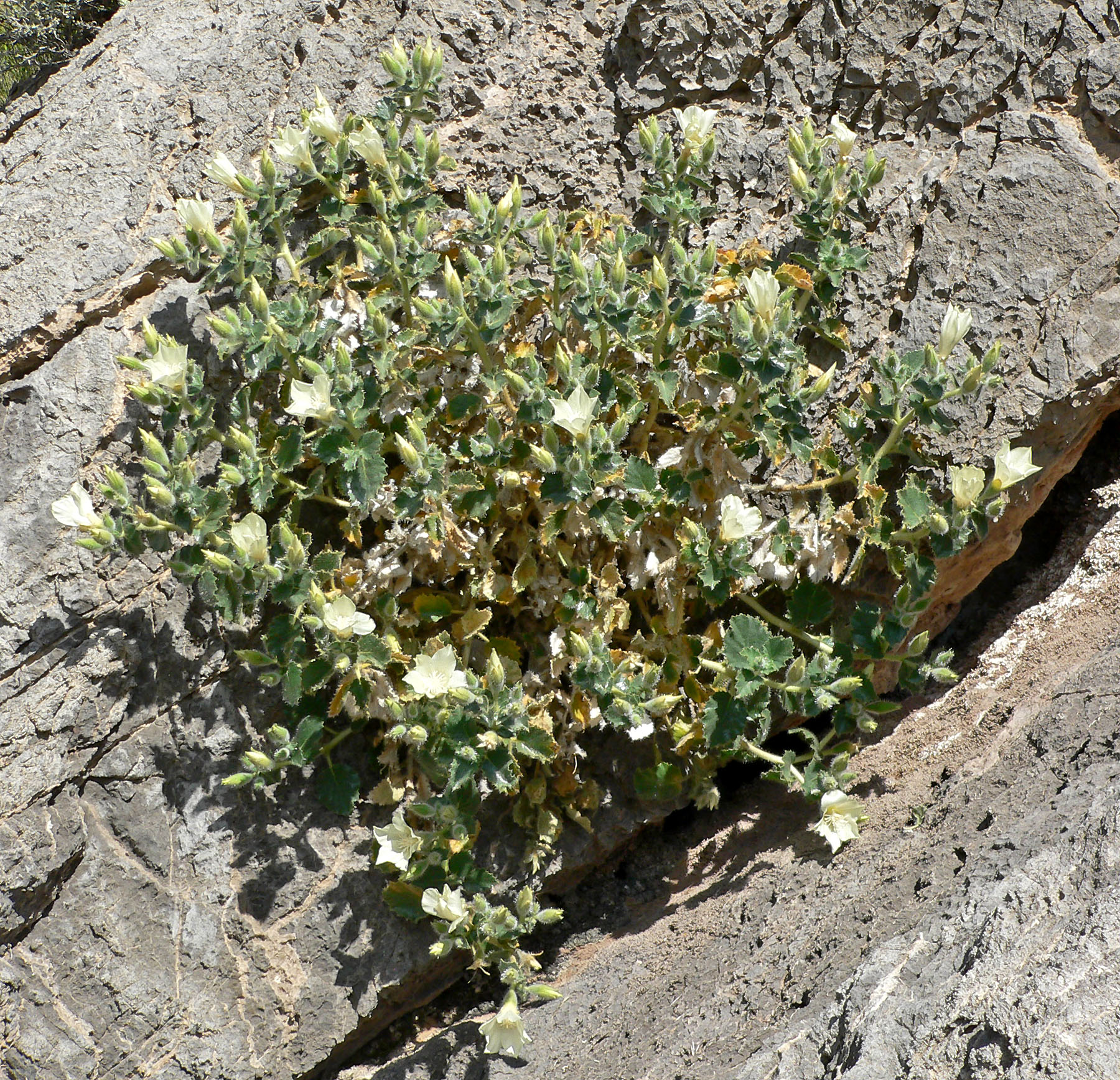
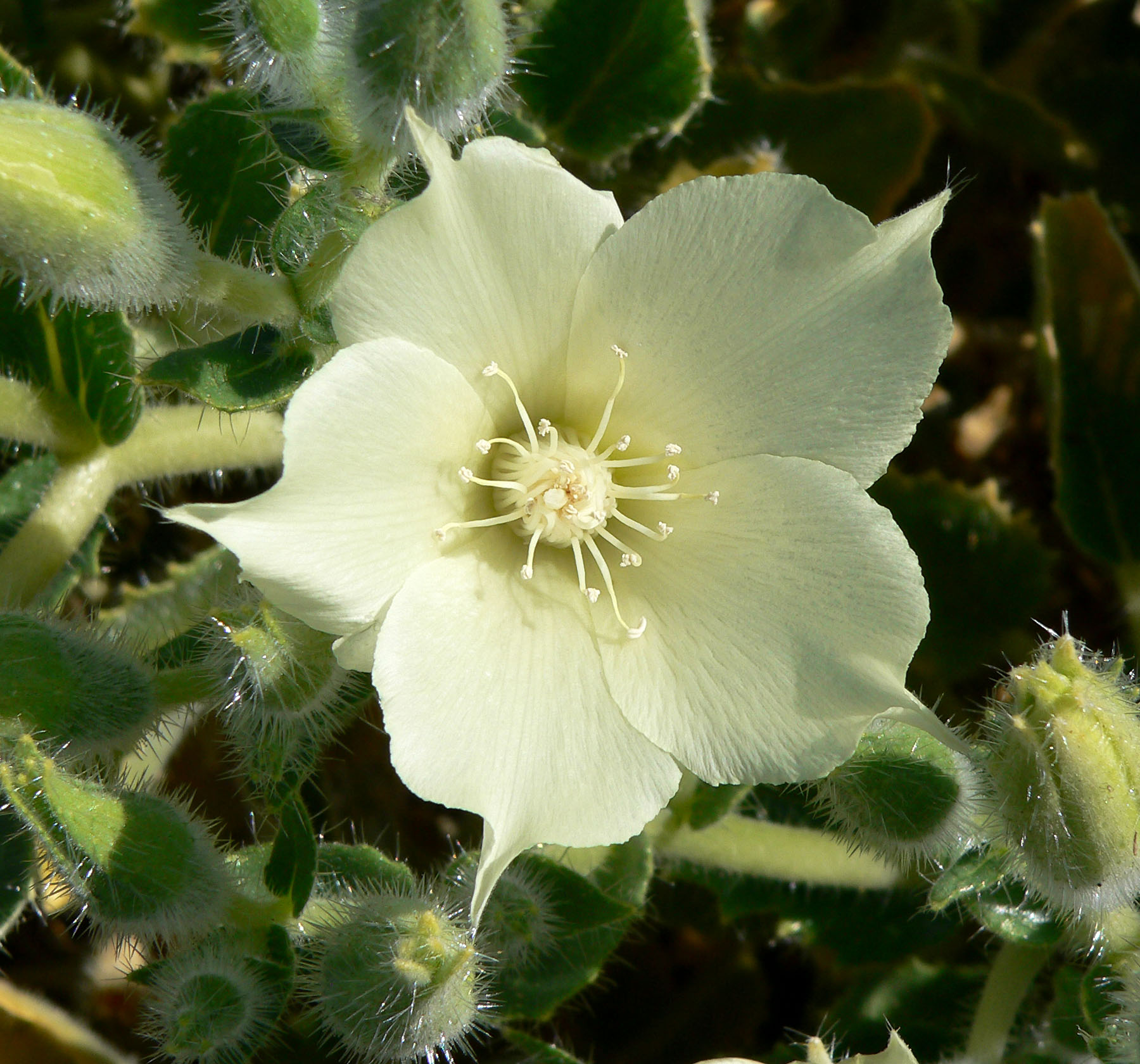
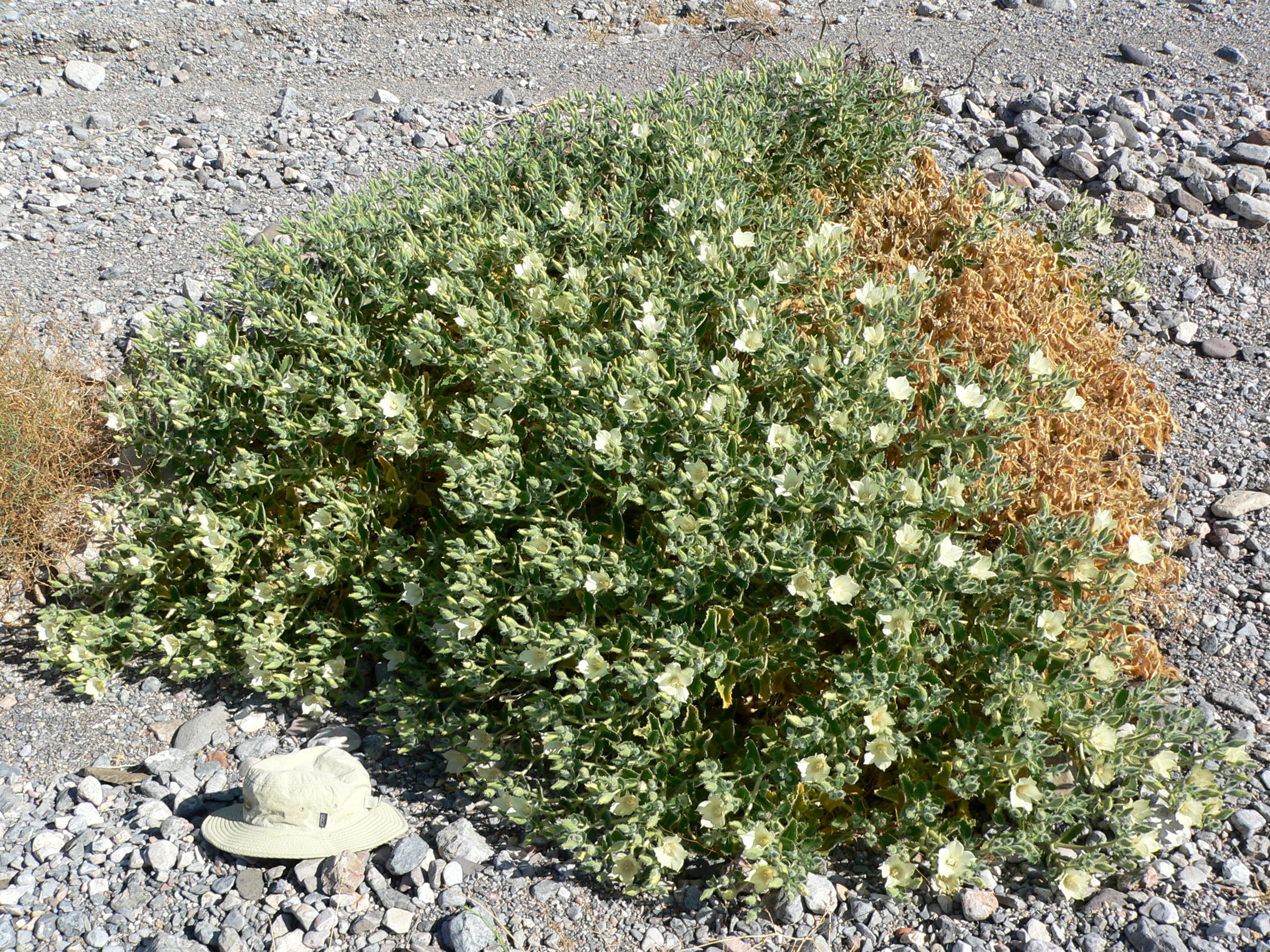
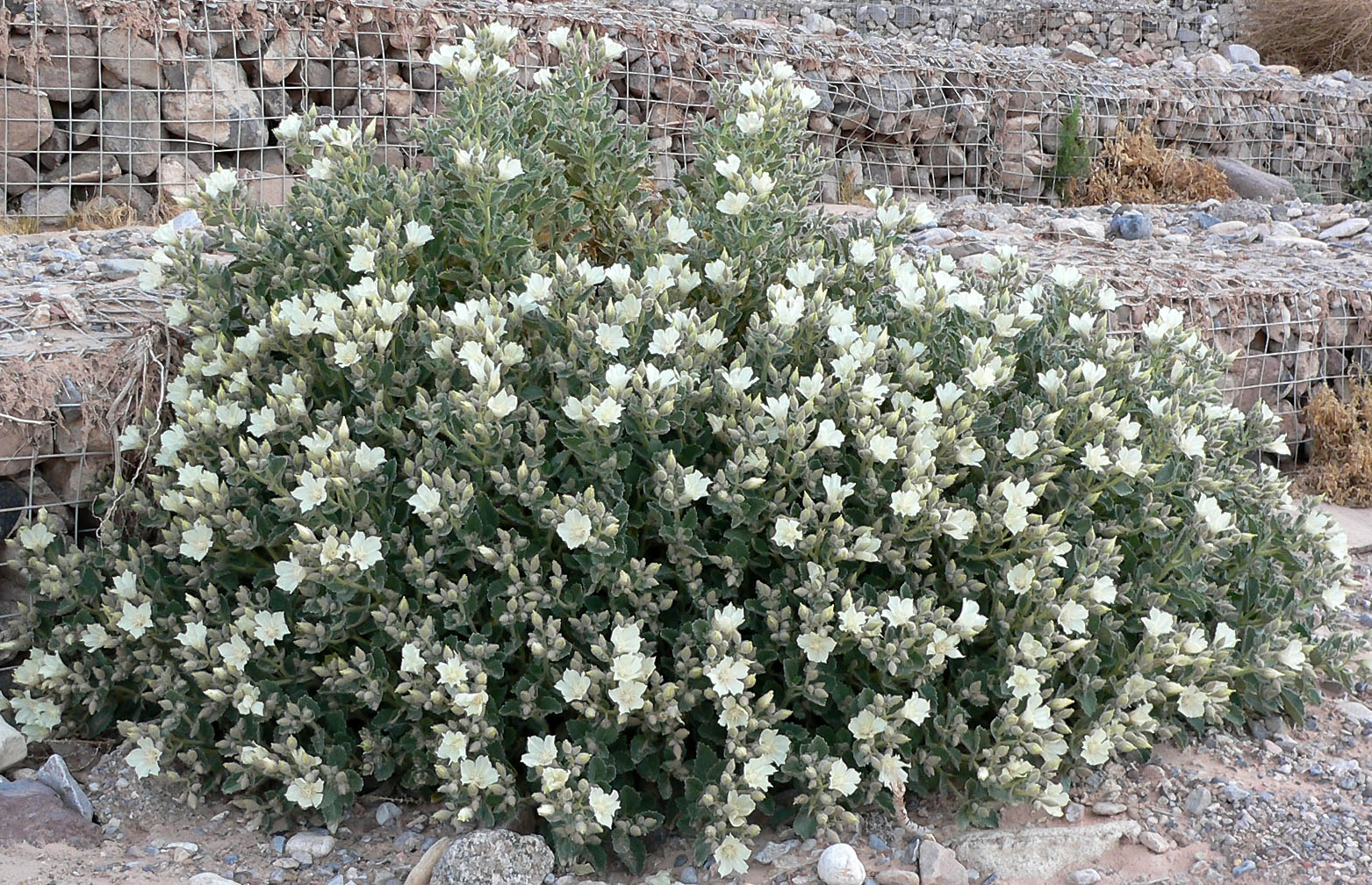
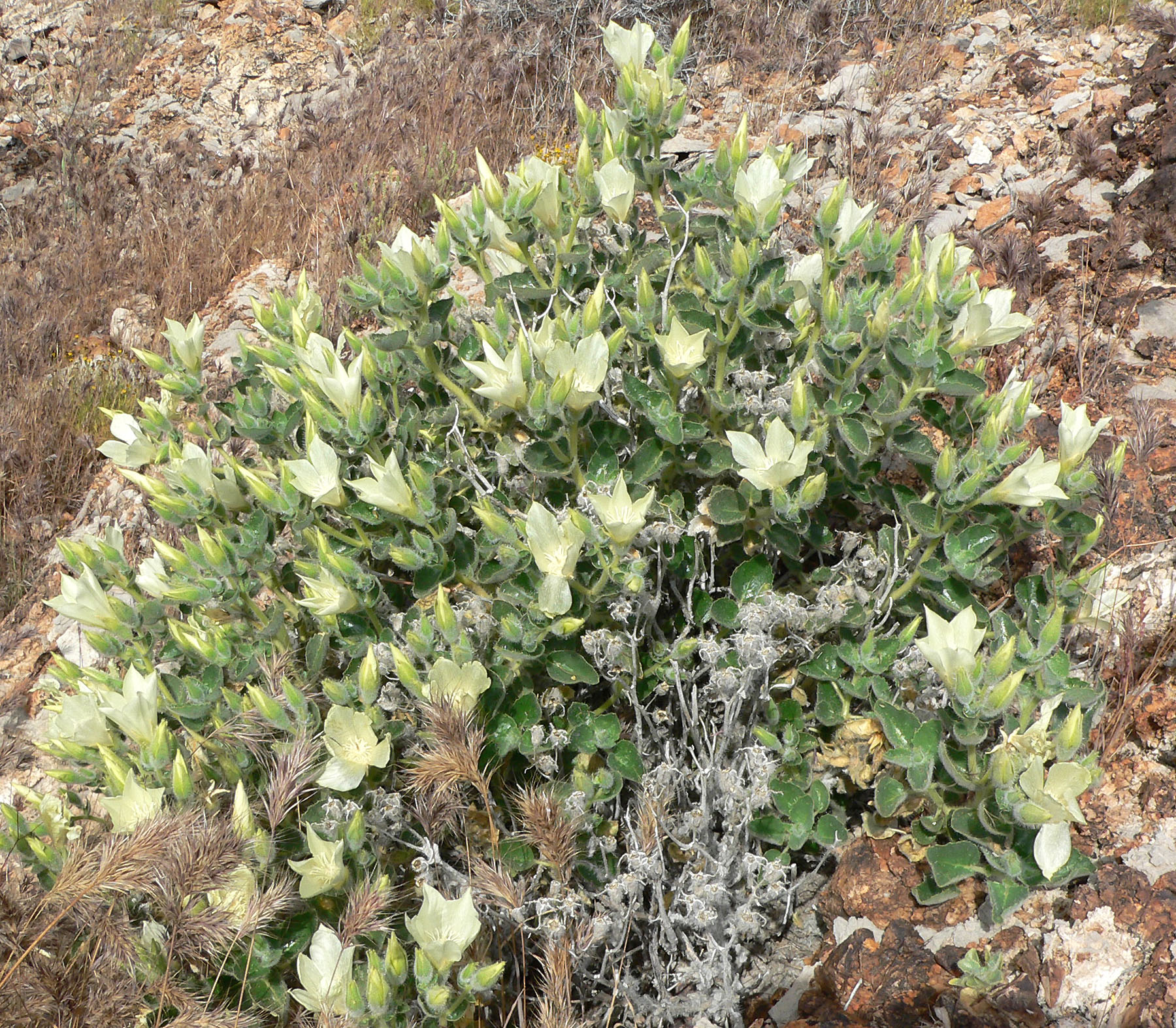
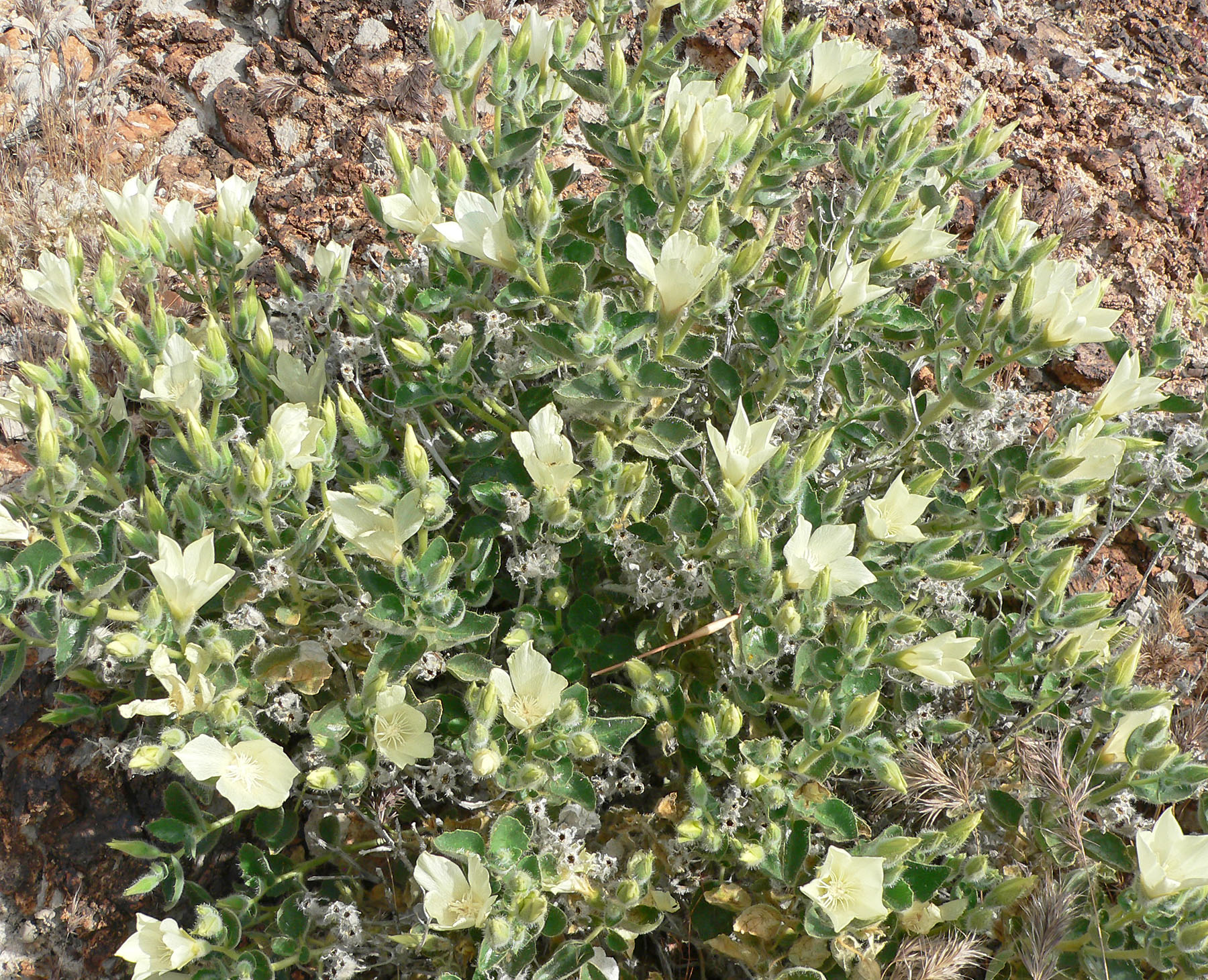